# Zum Spinnrädl
Das Spinnrädl ist ein historisches Gasthaus in Kaiserslautern. Das 1742 zum ersten Mal im Planbuch erwähnte Gebäude ist das älteste erhaltene Fachwerkhaus der Stadt. Es befindet sich in der Innenstadt, unweit von Stiftsplatz und Schillerplatz. Das zierliche Gebäude gehört zu den Wahrzeichen und Touristenattraktionen und beherbergt noch heute eine Bier- und Weinstube. Passend zum Namen trägt die Längsseite des Hauses eine Plastik in Form eines Spinnrades.